# Hanns Reich (Fotograf)
Hanns Heinz Erich Reich (* 2. April 1916 in München; † 8. Oktober 2010 in Icking) war ein deutscher Fotograf und Verleger sowie Honorarkonsul für die Republik Malawi.

## Leben

Auf Sendung im Jugendfunk des Bayerischen Rundfunks, 1932

Hanns Reich wurde am 2. April 1916 in München geboren. Weil sich schon früh seine Vorlieben für Technik und schöpferische Tätigkeit zeigten, schenkten ihm seine Eltern eine Kamera, die noch keine Filme, sondern Glasplatten (6,5 × 9 cm) enthielt. Zum Entwickeln verwendete er das Badezimmer als Dunkelkammer und einen Margarine-Eimer baute er zum Vergrößerungsapparat um. 1932, als 16-Jähriger, hielt er im Jugendfunk des Bayerischen Rundfunks Vorträge über Fototechnik und technische Basteleien.
Nach dem Studium der Elektrotechnik arbeitete er als Entwicklungsingenieur bei der Firma Rohde & Schwarz und gründete nach dem Krieg den Hanns Reich Verlag (Lizenz der US-Besatzungsmacht US-E-120), der mit der Herausgabe der Zeitschrift radiowelt begann. Darin gab es nicht nur das Rundfunkprogramm zu lesen, sondern auch Hinweise für technisch interessierte Radiobastler. In der Textbücherei der radiowelt erschienen ab 1947 auch 26 Operntextbücher. Eine Fachbuchreihe für Luftfahrttechnik sowie die Monatszeitschrift Das Elektron in Wissenschaft und Technik folgten.
1952 realisierte er eine sechs Monate dauernde Reise durch das vom Tourismus noch unberührte Südafrika. Fasziniert hielt er seine Eindrücke mit der Kamera fest. Nach seiner Rückkehr entstand aus diesen Aufnahmen der erste Band Südafrika (1954) der Reihe terra magica. Für die Bücher dieser Reihe kombinierte er Aufnahmen weltbekannter (z. B. Henri Cartier-Bresson) als auch ganz unbekannter Fotografen mit seinen eigenen Fotos.
Foto-Kinderbücher wie Mein Esel Benjamin, eine Wissensreihe für Kinder (Kinder fragen) sowie Fotokalender komplettierten das Sortiment.
Hanns Reich wurde am 10. April 1981 das Exequatur als Honorarkonsul der Republik Malawi in München mit dem Konsularbezirk Freistaat Bayern und Land Baden-Württemberg erteilt, ein Amt, das er bis zum 92. Lebensjahr innehatte.
Er war verheiratet mit Mathilde Runte und hatte vier Kinder. Am 8. Oktober 2010 starb Hanns Reich im Alter von 94 Jahren in Icking, Landkreis Bad Tölz-Wolfratshausen.

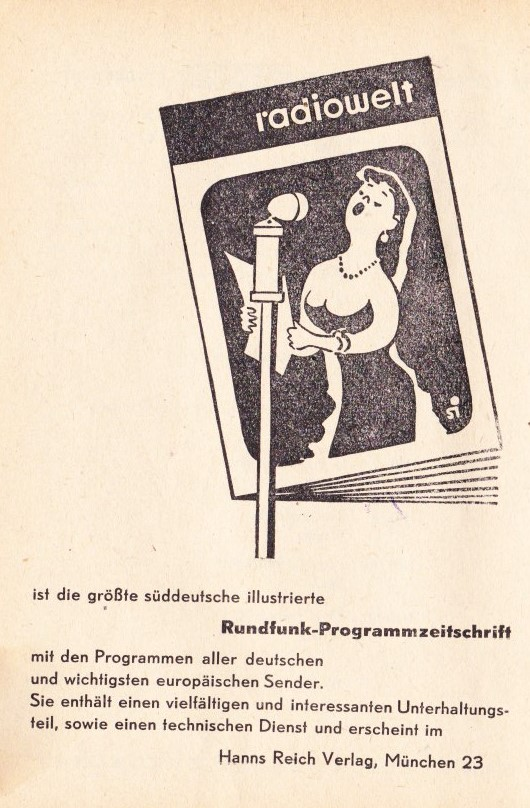
Radiowelt

## Von Hanns Reich herausgegebene Werke
- terra technica
  - Aerodynamik. (John E. Allen) 1970
  - Das Elektron in Wissenschaft und Technik. (Zeitschrift) 1947–1949
  - Der Mensch im wachsenden Weltall. (1,2) (Tjomme de Vries) 1968
  - Die Lokomotive und ihre Entwicklung. (Wolf Lübsen) 1948
  - Erforschte Welt 1: Der Griff nach dem Atom. (Otto Willi Gail) 1947
  - Erforschte Welt 2: Physik der Weltraumfahrt. (Otto Willi Gail) 1948
  - So rechnen Elektronen heute. (Robert Gerwin) 1961

- Bücher der Luftfahrtpraxis
  - Energie. (Friedrich Stritter) 1949
  - Flugsicherung. (Karl Möbius) 1960
  - Flugsicherungstechnik. (Karl Bärner) 1959
  - Flugtechnik für Jedermann. (Richard Bauer) 1964
  - Flugzeug Elektrotechnik. (A. Weinmann) 1961
  - Flugzeughydraulik. (Friedrich Klein) 1963
  - Flugzeuginstrumente. (Arno Fischer) 1963
  - Instrumentenflugkunde und Navigation. (Harro Simon) 1961
  - Luftfahrtdefinitionen. (Roderich Cescotti)
  - Motor- und Segelflug. (A. Bodlé) 1955
  - Sprechfunkverkehr. (Karl Möbius)

- terra magica – Länder und Städte
  - Aethiopien. (Text: Hans Leuenberger) 1958
  - Ägypten. (Text: Hed Wimmer, Peter R. Riesterer) 1963
  - Berlin. (Vorwort: Willy Brandt; Einführung: Sybille Schall) 1959
  - Brasilien. (Text: Robert Appy) 1974
  - Burgenland. (Text: Astrid von Luttitz) 1962
  - Dänemark. (Vorwort: Richard Wolfram) 1957
  - Deutschland. (Vorwort: Carlo Schmid) 1964
  - Die griechischen Inseln. (Vorwort: Johannes Gaitanides) 1962
  - Die kanarischen Inseln. (Text: Herbert A.Löhlein) 1960
  - Ewiges China. (Text: Klaus A. Dietsch) 1980
  - Finnland. (Vorwort: Hans Eberhard Friedrich) 1960
  - Griechenland. (Vorwort: Johannes Gaitanides) 1963
  - Irland. (Vorwort: Peter Schünemann) 1961
  - Island. (Text: Gunnar Gunnarsson, Sigurdur Thorarinsson) 1955
  - Italia Mia. (Gina Lollobrigida; Vorwort: Alberto Moravia) 1973
  - Jerusalem. (Text: Moshe Tavor) 1968
  - Jugoslawien. (Text: Oto Bihalji-Merin) 1956
  - Malawi, the warm heart of Africa. (Text: Julliet Clough) 1984
  - Mexico. (Text: Hans Leuenberger) 1967
  - Nordafrika. (Text: Rolf Italiaander) 1956
  - Norwegen. (Text: Stein Flekstad) 1961
  - Portugal. (Vorwort: Alois Fink) 1967
  - Provence. (Text: Suzanne Oswald) 1963
  - Rom. (Text: Hans Mollier) 1955
  - Spanien. (Text: Felipe Vivanco) 1952
  - Spanien – der Norden. (Vorwort: Anton Dieterich) 1965
  - Spanien – der Süden. (Vorwort: Anton Dieterich) 1965
  - Südafrika. (Hanns Reich) 1954
  - Türkei. (Text: Hans Leuenberger) 1970

- terra magica-Themen
  - Alte isländische Kunst. (Vorwort: Kristjàn Eldjàrn) 1957
  - Alt-Mexico. (Text: Paul Rivet) 1954
  - Bilder schreiben Geschichte – Deutschland von 1945–1964. (Vorwort: Theodor Heuss) 1962
  - Circus. (Text: Jörn Kübler; Fotos: Franz Opitz) 1960
  - Das Kind und sein Vater. (Vorwort: Eugen Roth) 1960
  - Das menschliche Antlitz. (1960)
  - Dem Urso auf der Spur – Eine Chronik. (Text: Gerda Heering) 1967; Neubearbeitung 1989
  - Der Mensch mit den Tieren. (Hans Mislin) 1967
  - Des Menschen Bild. (Vorwort: Karl Borgmann) 1963
  - Die Mutter und ihr Kind. 1963
  - Die Sonne. (Text: Walter Robert Corti; Rolf Möller) 1962
  - Die Welt von oben. (Text: Oto Bihalji-Merin) 1966
  - Esel. (Text: Eugen Skasa-Weiß) 1973
  - Eve Noir. (Text: Hans Leuenberger) 1966
  - Fresken und Ikonen. (Text: Oto Bihalji-Merin; Svestislav Mandiç) 1958
  - Hekla on Fire. (Text: Sigurdur Thorarinsson) 1956
  - Himmel voller Wunder. (Text: Rudolf Kühn) 1957
  - Hunde. (Text: Ulrich Klever) 1973
  - Jahrbuch der Fotografie. (mehrere Jahrgänge)
  - Kalender. (Kinder, Rennsport, Jahr für Jahr, Lachende Kamera, terra  magica)
  - Katzen. (Text: Eugen Skasa-Weiß) 1961
  - Kinder aus aller Welt. 1958
  - Kinderstube der Tiere. (Text: Eugen Skasa-Weiß) 1964
  - Kunst aus aller Welt 1: Von Manet bis Picasso. (D. Fromont) 1960
  - Kunst aus aller Welt 2: Von David bis Courbet. (D. Fromont) 1962
  - Lachende Kamera. (1: E. J. Klinsky) 1959. (2: Heinz Held) 1965. (3: Heinz Held) 1969. (4: Gerhard Baumrucker) 1977
  - Liebespaare. 1968
  - Mari. (Text: André Parrot) 1953
  - Menschen am Rande des Karnevals. (Text: Peter Fuchs; Henry Maitek) 1973
  - Pferde. 1967
  - Rätsel im Stein. (Text: André Maurois, R. Galopin, E. Lanterno) 1955
  - Romanik in Frankreich. (Text: Fred Uhler) 1952
  - Schwingen. (Vorwort: Jean Cocteau und Jacques F.Ormond) 1962
  - Sport. (Text: Robert Lembke, Sven Simon) 1972
  - Tiere aus aller Welt. 1966
  - World Press Photo. 1968, 1969

- Kinder
  - Das Apfelmäuschen. (Text: Mathilde Reich; Fotos: Ulrich Thomas) 1971
  - Das Sonnenblumenmäuschen. (Text: M. Runte; Fotos: Ulrich Thomas) 1977
  - Der Zauberstab. (Text: M. Runte; Fotos: Fredo Meyerhenn) 1973
  - Ein Flamingo kommt zur Welt. (Text: Max A.Zoll; Fotos: Winfried Noack) 1973
  - Hans und Lotte in der Stadt. (Text: Erika Berger; Bilder: Lea Auvo) 1960
  - Kasperl und Jonathan. (Bill Binzen) 1969
  - Lachende Kamera für Kinder. 1970
  - Mein Elefant Sahib. (Text: Angelika Bucher-Waldis; Fotos Fred Mayer) 1972
  - Mein Esel Benjamin. (Text: Hans Limmer; Fotos: Lennart Osbeck) 1968
  - Mein Freund Chico. (Sonia Gidal) 1973
  - Mein Känguruh Fanny. (Text: Hans Limmer; Foto: Lies Wiegmann) 1969
  - Meine kleinen Hamster. (Text: M. Runte; Fotos: Ulrich Thomas) 1975
  - Reihe: Kinder fragen.
  - Tierkinder. (Text: Max Alfred Zoll) 1970

- Auf den Pfaden von Gestern im Italien von Heute. 1959
  - In Mailand und an den oberitalienischen Seen. (Stendhal)
  - Italienische Reise. (Johann Wolfgang von Goethe)
  - Von Apulien nach Kalabrien. (Henry Swinburne)
  - Von den Alpen bis Turin. (Montaigne, Montesquieu, Rousseau et al.)
  - Von Ligurien bis zum Golf von Neapel. (Lord Byron, John Keats, Mark Twain et al.)
  - Von Venedig zu den Dolomiten. (William Beckford)
  - Toskanische Städte und Landschaften. (Henry James)